# 下條村

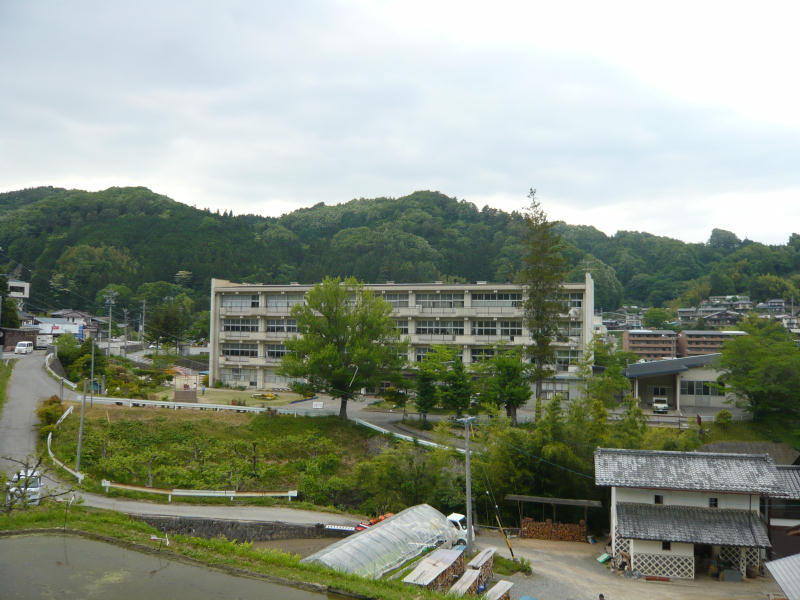
下條小学校および下條村中心部

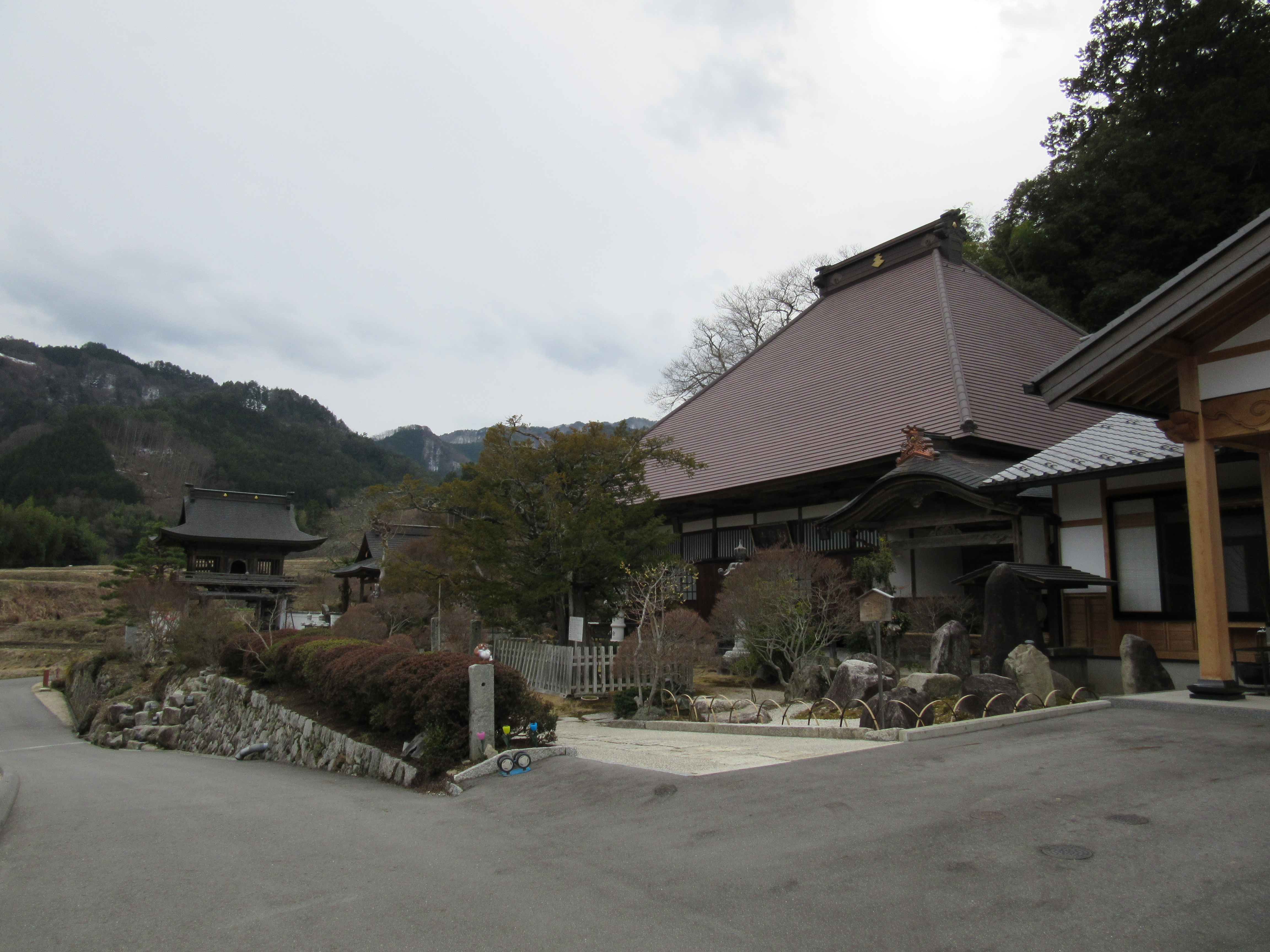
龍嶽寺

下條村（しもじょうむら）は、長野県の最南端である下伊那郡のほぼ中央に位置する村。

## 地理
東は天竜川を隔てて泰阜村と、北は阿知川や鶯巣川を隔てて飯田市・阿智村と、西は下條山脈により阿智村と、南は阿南町と接している。村名は、室町時代のはじめ甲斐の国からこの地に入り、室町中期から戦国期に全盛を極めた下條氏に由来する。

## 主な政策
少子化対策にいち早く取り組み、成果を出している自治体として知られている。1997年度から「子供がいる、結婚の予定がある」「村行事、消防団への参加」などの入居条件を課した、低家賃の村営「若者定住促進住宅」を整備した。その結果、出生率が全国平均を上回っており、2004年度の出生率は2.59%。2014年度の出生率は2.03%。
2012年度からは戸建ての建設費の10％を補助する事業も開始している。また高校生以下の医療費を無料としている。

## 人口
| |                                        |  |
| 下條村と全国の年齢別人口分布（2005年） | 下條村の年齢・男女別人口分布（2005年） |  |
| ■紫色 ― 下條村 ■緑色 ― 日本全国 | ■青色 ― 男性 ■赤色 ― 女性              |  |
| 下條村（に相当する地域）の人口の推移 \| 1970年（昭和45年） \| 4,057人 \| \| \| 1975年（昭和50年） \| 4,000人 \| \| \| 1980年（昭和55年） \| 4,078人 \| \| \| 1985年（昭和60年） \| 4,049人 \| \| \| 1990年（平成2年） \| 3,859人 \| \| \| 1995年（平成7年） \| 4,004人 \| \| \| 2000年（平成12年） \| 4,075人 \| \| \| 2005年（平成17年） \| 4,210人 \| \| \| 2010年（平成22年） \| 4,200人 \| \| \| 2015年（平成27年） \| 3,851人 \| \| \| 2020年（令和2年） \| 3,545人 \| \| |                                        |  |
| 総務省統計局 国勢調査より |                                        |  |
| 1970年（昭和45年） | 4,057人                                |  |
| 1975年（昭和50年） | 4,000人                                |  |
| 1980年（昭和55年） | 4,078人                                |  |
| 1985年（昭和60年） | 4,049人                                |  |
| 1990年（平成2年） | 3,859人                                |  |
| 1995年（平成7年） | 4,004人                                |  |
| 2000年（平成12年） | 4,075人                                |  |
| 2005年（平成17年） | 4,210人                                |  |
| 2010年（平成22年） | 4,200人                                |  |
| 2015年（平成27年） | 3,851人                                |  |
| 2020年（令和2年） | 3,545人                                |  |

人口減少に危機感を感じた伊藤喜平が1992年に村長に就任し、各種行財政改革の後、上記の施策を実施。結果人口は4000人台を回復、「奇跡の村」「地方創生の成功例」などと各種メディアで紹介されるようになる。2015年の国勢調査結果では、人口は再び4000人を大きく割り込んだ。

## 歴史
- 1875年（明治8年）1月23日
  - 筑摩県伊那郡小松原村、大久保村、粒良脇村、阿知原村、親田村及び山田河内村が合併して、睦沢村（むつざわむら）が発足する。
  - 筑摩県伊那郡吉岡村、菅野村、仁王関村、合原村、北又村、入野村、鎮西野村及び下新井村が合併して、陽皐村（ひさわむら）が発足する。
- 1876年（明治9年）8月21日 - 睦沢村及び陽皐村が長野県の所属となる。
- 1879年（明治12年）1月4日 - 郡区町村編制法の施行により、睦沢村及び陽皐村が下伊那郡の所属となる。
- 1889年（明治22年）4月1日 - 町村制の施行により、睦沢村及び陽皐村の区域をもって、下條村が発足する。

## 行政

### 村長
- 金田憲治（2016年7月25日就任 2期目）

### 公的機関
- 下條村立図書館

公民館・会議室などと合築された多目的施設「あしたむらんど下条」内に1995年に開館。
- オフトーク下條

警察機関は阿南警察署が、消防業務は飯田広域消防本部が担っている。

## 立法

### 村議会
- 定数　10名
- 任期　2019年4月29日～2023年4月29日

### 長野県議会
- 定数　2名（下伊那郡選挙区）
- 任期　2019年4月30日～2023年4月29日

### 国会議員
- 衆議院小選挙区では、飯田市、伊那市、駒ヶ根市、上伊那郡、下伊那郡の他町村と共に長野県第5区を構成する。

## 交通機関

### 鉄道
村内に鉄道路線は無いが、天竜川の向かいの東岸を飯田線が走っている。村役場からの最寄駅は、隣接する泰阜村にある唐笠駅。

### バス
- 南部公共バス

### 道路
- 国道151号

なお、飯田市の中心まで車で30分ほどで、通勤圏内である。

### ナンバープレート
南信州ナンバー
2025年5月7日以降、飯田市、下伊那郡各町村とともに、ご当地ナンバーである南信州ナンバーが割り当てられている。

## 教育
- 下條村立下條中学校
- 下條村立下條小学校
- 下條保育所

## 産業・経済
上記の村営住宅入居者をはじめ、飯田市在勤者が多く、同市への通勤率は35.07%（2015年国勢調査）。主要産業は農業で、ソバ、ナシ、リンゴ、干柿など。また、親田地区で栽培される「親田辛味大根」は、一般の青首大根に比べ辛味成分イソチオシアネートを4倍近く含む激辛大根であり、おろし蕎麦用の高級薬味として重宝されている。

### 主要企業
- 丸宮産業有限会社

### 金融機関
- みなみ信州農業協同組合　下条支所

### 日本郵政グループ
- 下条郵便局（村名と漢字表記が異なる）
- 陽皐郵便局

## 名所・旧跡・観光スポット・祭事・催事

### 観光スポット

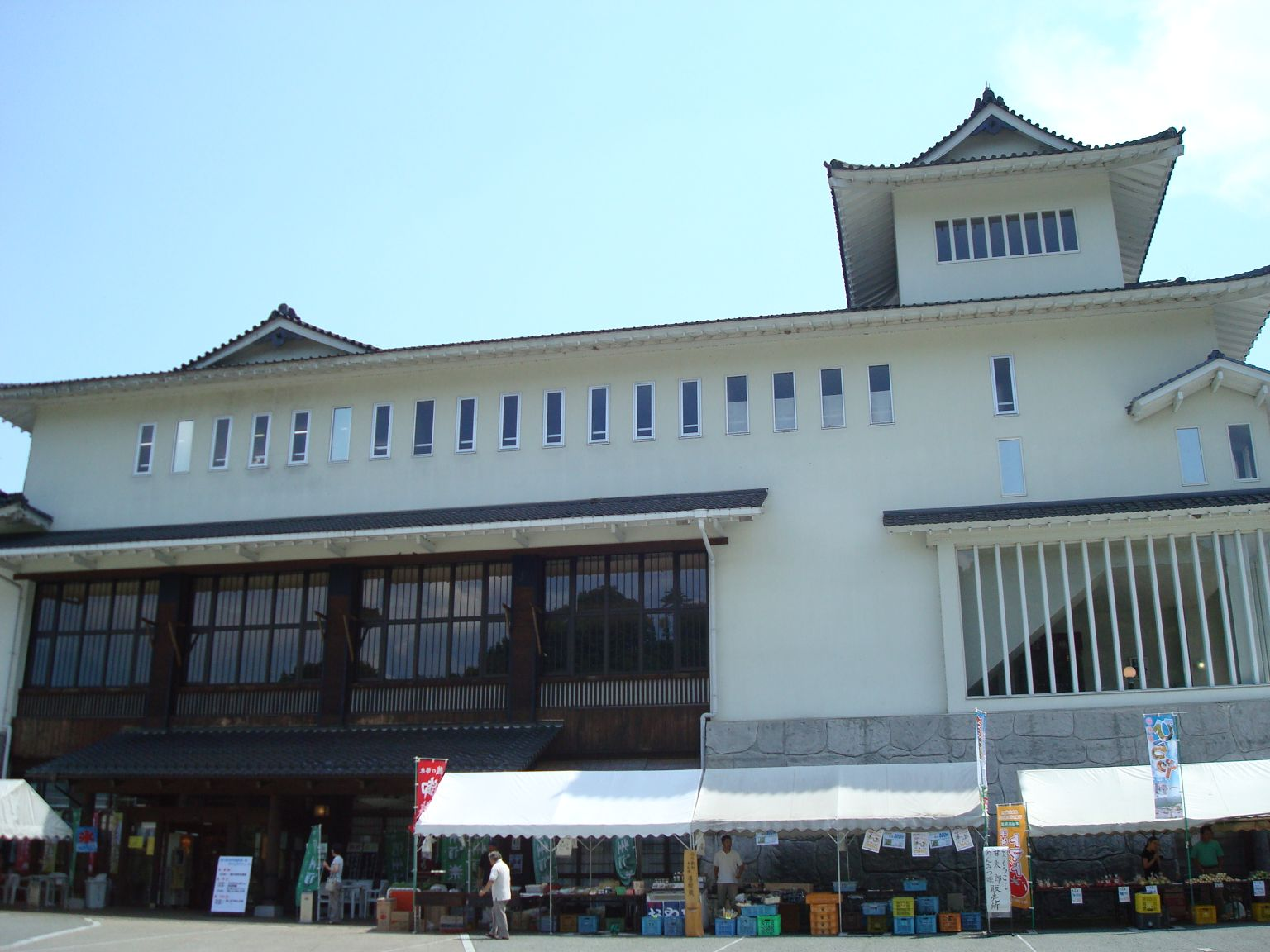
道の駅信濃路下條

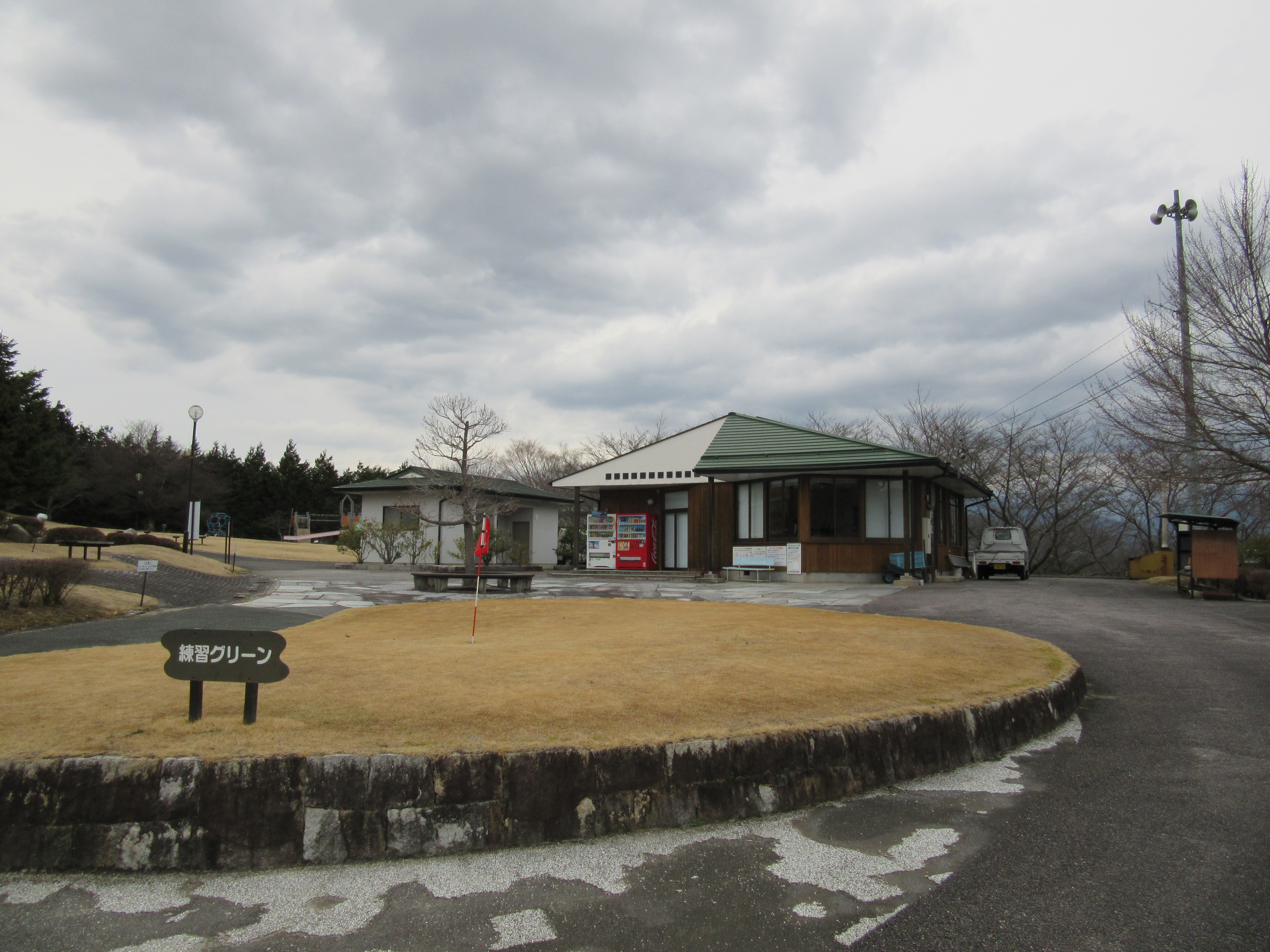
リフレッシュパーク下條

- 道の駅信濃路下條 - そばの城。ローカルヒーローの地域戦隊カッセイカマンが活動している。
- リフレッシュパーク下條
- 天龍ライン下り
- 下條親水公園オートキャンプ場
- サンモリーユ下條 - 愛知県刈谷市の在住・在学・在勤者と下條村民のみ利用できる。

### 温泉
- 下條温泉郷 コスモスの湯
- くつろぎの宿 佳が美
- 浪漫の館 月下美人

### 社寺・史跡
- 安倍神像神社
- 龍嶽寺
- 松源寺
- 隆興寺

## 下條村出身の有名人
- 峰竜太[注釈 1]（俳優）

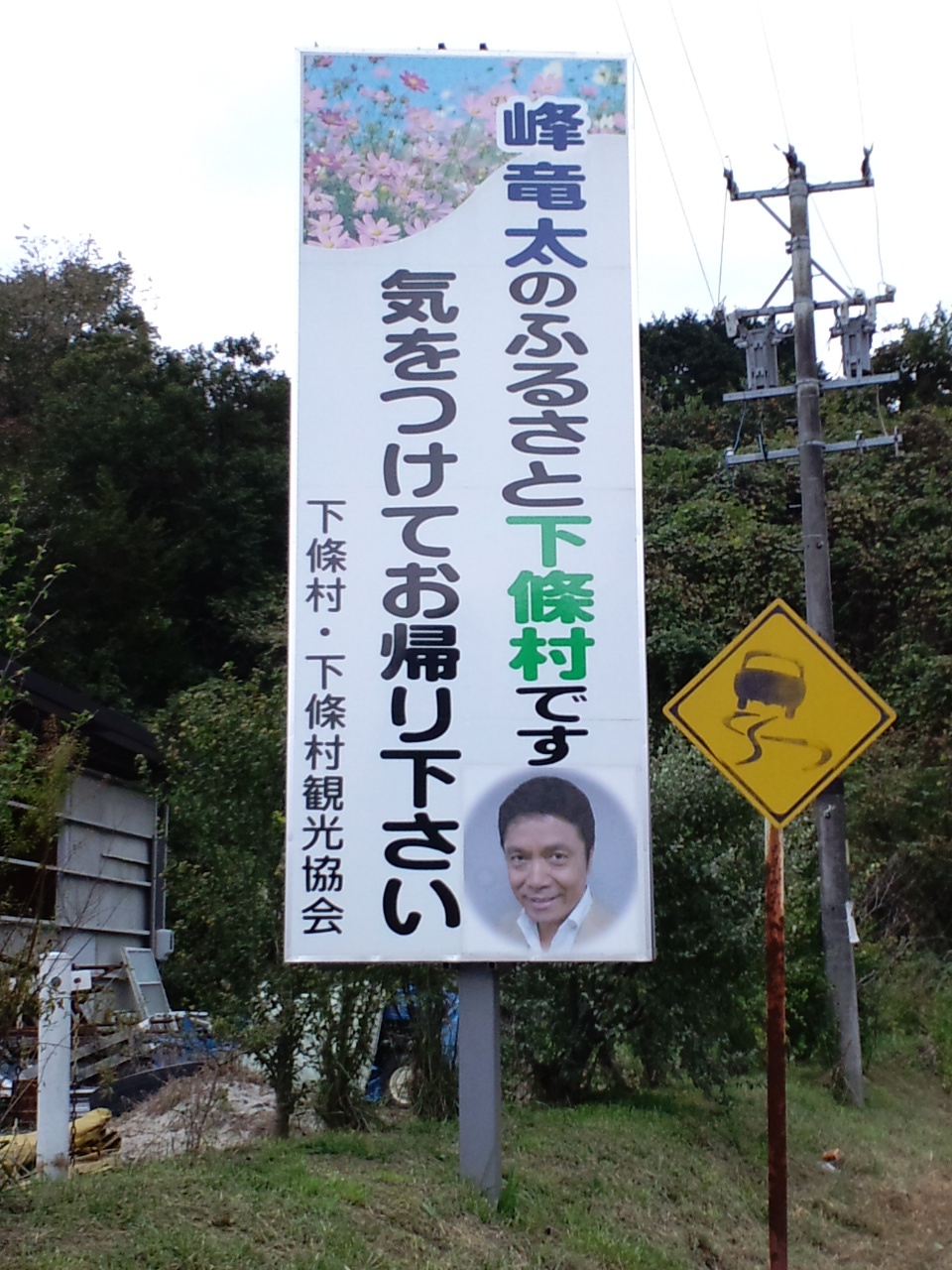
峰竜太の故郷であることをPRする看板

- 飯島克彦（元函館ラ・サール中学校・高等学校教諭）
- 串原義直（元社会党衆議院議員）